# ISO obraz
ISO obraz (anglicky ISO image) je obraz disku, který obsahuje veškerá data, která obsahuje optický disk (bitová kopie, tj. sektor po sektoru včetně souborového systému –⁠ obvykle ISO 9660 nebo UDF). Data uvnitř ISO obrazu mají identickou strukturu jako optický disk, ze kterého byla vytvořena (včetně boot sektoru, metadat a souborových atributů). ISO obraz je následně možné vypálit na CD, DVD nebo Blu-ray. Často je takto distribuován bootovatelný software (například různé distribuce Linuxu, SystemRescue, WinPE a podobně), ale i instalační média běžného software nebo počítačových her.

## Využití
ISO obrazy mají typicky příponu .iso, na MacOS pak také .cdr. ISO soubor lze pomocí speciálního software v počítači připojit jako virtuální optickou mechaniku (pro použití ho tedy není nutné vypálit a teprve následně přečíst pomocí optické mechaniky). Zapisování obrazu na optické médium je možné přímo z operačního systému (ve Windows kliknutím pravým tlačítkem myši na ISO soubor a výběrem Odeslat a vybrat optickou mechaniku umožňující zápis) nebo pomocí speciálního software buď na optické médium (např. programem CDBurnerXP) nebo na USB flash disk (bootovatelné systémy např. programem Rufus). Ověřování konzistence ISO souboru se dělá pomocí kontrolních součtů vytvořených hašovacími funkcemi (např. SHA-256, dříve MD5). Díky tomu jsou ISO soubory oblíbenou možností distribuce software přes internet, je však využívána i v oblasti softwarového pirátství.
ISO soubory nelze využít pro distribuci audio CD disků, protože audio záznam využívá na optickém disku pro záznam zvuku celé sektory o délce 2352 bajtů, zatímco datový záznam využívá jen 2048 bajtů a zbytek jsou automaticky vytvářené korekční ECC kódy, které při čtení dat slouží k opravení chyb vzikajícím nedokonalým stavem optického média.
Hybrid ISO je speciálně upravený bootovatelný ISO obraz, který je možné zapsat jak na optický disk, tak na USB flash disk.
Hybridní disk (neměl by být zaměňován s hybrid ISO) je CD/DVD/Blu-ray, který obsahuje různé části (tj. např. audio CD, datovou část se software, video) různě využitelné na různých systémech (video přehrávač, počítač, CD přehrávač). Hybridní disk může obsahovat také souborový systém ISO 9660 pro PC a HFS+ pro systémy firmy Apple, případně Blu-ray s video částí a druhou částí s hrou pro PlayStation 3 konzoli.